# Hylaeothemis clementia
Hylaeothemis clementia – gatunek ważki z rodziny ważkowatych (Libellulidae).